# Sebastián Pozas
Sebastián Pozas (Saragosse, 1876 – Mexico, 1946) est un militaire espagnol qui s'est battu durant la guerre civile espagnole dans le camp républicain, au service de la Seconde République espagnole.

## Biographie
Après la guerre civile, il dut s'exiler en Amérique latine.